# Howard Joseph
Pas d'image ? Cliquez ici

a Compétitions nationales et continentales officielles uniquement.

b Matchs officiels uniquement.
Howard Thornton Joseph, né le 25 août 1949 à Christchurch en Nouvelle-Zélande, est un joueur néo-zélandais de rugby à XV. Il joue avec les All Blacks en 1971 évoluant au poste de centre.

## Biographie
Howard Joseph débute à l'âge de 19 ans avec Canterbury ; il joue 13 rencontres avec cette province en 1968. Il est victime d'une première grave blessure en 1970, il manque une partie de la saison.
Howard Joseph revient bien en 1971 et il dispute ses premiers matchs avec l'équipe de Nouvelle-Zélande, jouant deux des quatre test-matchs de la tournée de l'équipe des Lions britanniques en Nouvelle-Zélande, en 1971. Il dispute son dernier test match avec l'équipe de Nouvelle-Zélande le 31 juillet 1971 à cette occasion. Il est ensuite victime d'une nouvelle grave blessure aux ligaments du genou qui le contraint à mettre un terme prématurément à sa carrière à l'âge de 22 ans.

## Statistiques en équipe nationale
- Nombre de test matchs avec les All Blacks :  2
- Nombre total de matchs avec les All Blacks : 2